# Крживда (герб)
Крживда (пол. Krzywda Кшивда) — польский дворянский герб.

## Описание и легенда
В поле лазоревом подкова серебряная шипами вниз обращенная, а внутри её крест виден; он же венчает вершину подковы, но без одного конца.
Началом этой эмблемы считают герб Любич, от которого Крживда отличается только недостающим у верхнего креста концом, что объясняется, по мнению польских геральдиков, преступлением, совершенным кем-то из имевших этот герб, как показывает и само его название (букв. «вред»). Этот герб встречался у многих знатных польских фамилий.

## Герб использовали
Антошевичи (Antoszewicz), Антушевичи (Antuszewicz, Antusewicz), Августовичи (Augustowicz), Байковские (Bajkowski, Baykowski), Бейдо (Bejdo, Beydo), Богуцкие (Bogucki), Богумилы (Bogumil, Bohumil), Богуславские (Boguslawski), Богуцкие (Bogucki), Хмуры (Chmura), Хржонстовские (Chrzastowski), Чарноцкие (Czarnocki), Дайновские, Дановские (Danowski), Дембовичи (Dembowicz), Дунчевские (Dunczewski), Галонзковские (Galazkowski), Гоские (Goski), Керзковские (Kierzkowski), Кешковские (Kieszkowski), Кобылинские (Kobylinski), Ксеневичи (Kseneviczi), Лазенские (Lazenski), Лазинские (Lazinski), Лазовские (Lazowski), Лоховские (Lochowski), Лозинские (Lozinski), Мациорковские (Maciorkowski), Монюшко (Moniuszko), Нагоёвские (Nahojowski), Панасевичи (Panasewicz), Писульские (Pisulski), Погоржельские (Pogorzelski), Полеские (Poleski), Полевские (Polewski), Роек (Rojek), графы и дворяне Ржевуские (Rzewuski), Санковские (Sankowski), Саноцкие (Sanocki), Сеницкие (Sienicki), Сенковские (Siękowski, Sięnkowski), Сенницкие (Siennicki), Сляские (Slaski), Сочицкие (Soczycki), Сошицкие (Soszycki), Сошинские (Soszyński), Свенцицкие (Swiecicki), Шанковские (Szankowski), Тарасевичи (Tarasewicz), Тарасовичи (Tarasowicz), Тржцинские (Trzcinski), Тубилевичи (Tubilewicz), Венгловские (Weglowski), Врублевские (Wroblewski), Згоржельские (Zgorzelski), Знанецкие (Znaniecki).